# Ревир (Масачусетс)
Ревир (енгл. Revere) град је у америчкој савезној држави Масачусетс. По попису становништва из 2020. у њему је живело 62.186 становника.

## Демографија
Према попису становништва из 2010. у граду је живело 51.755 становника, што је 4.472 (9,5%) становника више него 2000. године.
| Група             | 2000.          | 2010.          |
| Белци             | 37.530 (79,4%) | 32.299 (62,4%) |
| Афроамериканци    | 1.364 (2,9%)   | 2.518 (4,9%)   |
| Азијати           | 2.146 (4,5%)   | 2.888 (5,6%)   |
| Хиспаноамериканци | 4.465 (9,4%)   | 12.617 (24,4%) |
| Укупно            | 47.283         | 51.755         |